# قورباغه داروین
قورباغه داروین (نام علمی: Rhinoderma darwinii) نام یک گونه از سرده قورباغه‌های داروین است.